# Jawor Slawtschew
Jawor Slawtschew (bulgarisch Явор Славчев; * 10. Januar 1990 in Sofia) ist ein  bulgarischer Eishockeyspieler, der seit 2020 beim SK Irbis-Skate in der bulgarischen Eishockeyliga spielt.

## Karriere
Jawor Slawtschew begann seine Karriere als Eishockeyspieler in der Nachwuchsabteilung des bulgarischen Rekordmeisters HK Slawia Sofia, bei dem er 2004 auch in der bulgarischen Eishockeyliga debütierte. Mit Slawia gewann er 2005, 2008, 2009, 2010, 2011 und 2012 den bulgarischen Meistertitel. 2008, 2009, 2010 und 2011 konnte er mit seinem Team auch den Pokalwettbewerb gewinnen. 2020 wechselte er zum SK Irbis-Skate.

### International
Im Juniorenbereich stand Slawtschew für Bulgarien bei den U18-Weltmeisterschaften 2004, 2005, 2006 und 2008 in der Division III sowie bei Qualifikationsturnier 2007 auf dem Eis. Mit der U20-Auswahl seines Landes nahm er 2006, 2007, 2008 und 2010 an den Weltmeisterschaften der Division III teil.
Mit der bulgarischen Herren-Nationalmannschaft spielte Slawtschew bei den Weltmeisterschaften der Division II 2008, 2009, 2010, 2011, 2012 und 2013. Zudem vertrat er seine Farben bei den Qualifikationsturnieren für die Olympischen Winterspiele 2010 in Vancouver und 2018 in Pyeongchang.

## Erfolge und Auszeichnungen
- 2005 Bulgarischer Meister mit dem HK Slawia Sofia
- 2008 Bulgarischer Meister und Pokalsieger mit dem HK Slawia Sofia
- 2009 Bulgarischer Meister und Pokalsieger mit dem HK Slawia Sofia
- 2010 Bulgarischer Meister und Pokalsieger mit dem HK Slawia Sofia
- 2011 Bulgarischer Meister und Pokalsieger mit dem HK Slawia Sofia
- 2012 Bulgarischer Meister mit dem HK Slawia Sofia